# Don Townsend
Donald Edward Townsend, conosciuto più semplicemente come Don Townsend (Swindon, 17 settembre 1930 – 29 luglio 2020) è stato un calciatore inglese, di ruolo difensore.

## Biografia
Suo figlio Andy Townsend è stato a sua volta un calciatore professionista.

## Caratteristiche tecniche
Era un terzino sinistro.

## Carriera
Tra il 1954 ed il 1957 gioca nella prima divisione inglese con il Charlton; nella sua prima stagione, la 1954-1955, gioca 37 partite, mentre nella stagione 1955-1956 gioca 33 partite, a cui ne aggiunge ulteriori 18 nella stagione 1956-1957, al termine della quale gli Addicks retrocedono in seconda divisione; Townsend rimane nel club anche nei successivi 5 campionati (tra il 1957 ed il 1962) in seconda divisione, per un totale di 249 presenze ed una rete in partite di campionato (88 presenze in prima divisione e 169 presenze ed una rete in seconda divisione). Nell'estate del 1962 va a giocare in terza divisione al Crystal Palace, con cui conquista un secondo posto nella Third Division 1963-1964, con conseguente promozione in seconda divisione, categoria in cui gioca nella stagione 1964-1965, l'ultima della carriera. In 3 stagioni al Crystal Palace gioca complessivamente 82 partite, 77 delle quali in campionato.